# Кубинский округ
Кубинский округ (азерб. Quba mahalı) — единица административного деления Азербайджанской ССР, существовавшая с апреля 1929 по июль 1930 года. Административный центр — город Баку.
Образован постановлением VI всеазербайджанского съезда Советов от 8 апреля 1929 года на территории упразднённого Кубинского уезда.
Кубинский округ первоначально граничил с Бакинским, Закатало-Кубинским и Ширванским округами, а также с Дагестанской АССР.
По постановлениям ЦИК и СНК СССР от 23 июля 1930 года и ЦИК и СНК Азербайджанской ССР от 8 августа 1930 года, Кубинский округ, как и большинство остальных округов СССР, был упразднён, а входящие в его состав районы переданы в прямое подчинение Азербайджанской ССР.